# Aní Tá Má
Aní Tá Má es el primer álbum de estudio de la banda venezolana Malegua, editado en el año 2006.
En el álbum destacan los temas "Pa' Ti Na' Más", "Con Tu Candela" (el tema inicialmente se llamaba "Candela", que proviene del primer demo de la banda, pero posteriormente se renombró), "Me Temo", "Flor De Mi Jardín" y "Reggae Muffin' Lady".

## Detalles
El nombre del álbum proviene de la frase en lengua wayúu Ma'léiwa Aní Tá Má, utilizada frecuentemente por la banda al realizar sus presentaciones, que significa Dios está entre nosotros. En este aspecto, la segunda parte de la frase se utiliza como título del álbum, dándole un doble significado al álbum en sí.
El álbum fue grabado en su totalidad en los estudios Tarareo, ubicado en la Colina Creativa de la Universidad Metropolitana en Caracas, bajo la producción ejecutiva de Dariusz Waszkiewicz y la ingeniería de sonido a cargo de Jorge Herrera, conocido por su trabajo con la también agrupación venezolana Cuarto Poder.
Esta producción se caracteriza por su gran diversidad de géneros plasmados en cada uno de los temas que lo conforman, producto de los distintos gustos e influencias musicales de cada uno de los integrantes de la banda. A juicio de la banda, el álbum representa toda una experiencia sonora, en donde el público oyente podrá apreciar una variedad de matices musicales, constituyendo una exploración auditiva hacia los géneros de fusión.
Robert Castro sería el compositor de la gran mayoría de las letras de las canciones en el disco, siendo las excepciones los temas "Con Tu Candela" (coescrito por casi todos los integrantes), "Tiempo Para Amar" (tema compuesto por Sanjay Abbi), "Mi Belleza" (tema compuesto por David Rojas), y "Reggae Muffin' Lady" (compuesta por Robert y Leonardo), mientras que la musicalización la realizan todos los integrantes en conjunto.

## Lista de canciones
Todas las canciones son compuestas por la banda, con excepciones en donde se indique.
| N.º | Nombre                                                   | Duración |
| --- | -------------------------------------------------------- | -------- |
| 1.  | "Con Tu Candela"                                         | 3:47     |
| 2.  | "Me Temo"'                                               | 2:39     |
| 3.  | "Tiempo Para Amar" (letra: Sanjay Abbi; música: Malegua) | 3:28     |
| 4.  | "Pa' Ti Na' Más"                                         | 4:22     |
| 5.  | "Huella De Tu Amor"                                      | 4:45     |
| 6.  | "Soledad"                                                | 4:37     |
| 7.  | "Todo Acabó" (con María Rivas)                           | 3:34     |
| 8.  | "Mi Belleza"                                             | 4:06     |
| 9.  | "Flor De Mi Jardín"                                      | 4:12     |
| 10. | "Otra Vez"                                               | 3:58     |
| 11. | "Reggae Muffin' Lady"                                    | 3:29     |

## Música y letra
El álbum comienza con el tema "Con Tu Candela", considerado como una de las canciones más representativas de la banda, por su melodía fresca y a la vez bailable. La canción se ambienta en una playa, en el que un hombre encuentra allí a su pareja ideal, representada en una sirena. Es el único tema de la banda hasta ahora escrita por todos los integrantes, a excepción de Gustavo, dado que el tema se compuso antes del ingreso de Gustavo a la agrupación, a lo que su contribución al tema fue en la musicalización de la misma. También se tiene como particularidad la incorporación de unas líneas de rap bien pegajosas interpretadas por el vocalista que se canta a la par con el coro del tema.
El segundo tema del álbum, "Me Temo", es una canción mucho más roquera, donde se denota la influencia del grunge. Particularmente este tema fue inspirado en la canción "Jeremy", de Pearl Jam, una de las principales influencias musicales de Robert, cantante de la banda y además compositor del tema. La temática de la canción habla de la soledad y la nostalgia producida ante la ausencia permanente de la persona amada. Particularmente se cuenta con la contribución de Miguel Cerdá, miembro de la agrupación Cuarto Poder, con un juego de pistas y mezclas en un plató.
"Tiempo Para Amar" es un tema fresco, mucho más propio del rock latino, en el que se habla de la dedicación de una persona hacia el ser amado. Curiosamente, este tema fue compuesto por Sanjay Abbi, en los inicios de la banda cuando se llamaba Feeling XXI, que originalmente era una balada mucho más lenta. Posteriormente decidieron reformar la base musical del tema, haciéndolo un tema mucho más dinámico y más latinizado, pero conservando la letra original escrita por Sanjay.
Otro de los temas representativos y más importantes de la banda es la canción "Pa' Ti Na' Más", cuarto tema del álbum. La letra de la canción se inspira en el nacimiento de Valentina, la hija de Robert, llegando a ser una letra mucho más personal. Una serie de melodías alegres, las influencias salseras y merengueras que le dan el swing latino particular de la banda, y unos coros contagiosos, proporcionan la riqueza musical que caracteriza a este tema.
El disco continúa con la primera balada del álbum, llamada "Huella De Tu Amor". Es un tema de desamor, que habla de la ruptura de una relación amorosa, donde se destaca el hecho de los buenos momentos de la relación quedan siempre en el recuerdo, como una huella indeleble. El tema empieza con una balada suave, posteriormente en el interludio se tiene una sonoridad más grunge para luego al final del tema retornar a la balada suave, donde Robert interpreta la armónica. Como contribución especial al tema, participa tocando la viola el maestro Zdzislaw Waszkiewicz, perteneciente a la Orquesta Filarmónica de Venezuela y padre de Dariusz.
Sigue otro tema de rock latino, con la canción "Soledad". La letra habla básicamente sobre la necesidad de estar solos un tiempo luego de una ruptura amorosa, para de alguna manera sanar las heridas del corazón y volver a amar nuevamente. En el tema, Robert interpreta la armónica varias veces durante la canción.
"Todo Acabó" es un tema netamente roquero sin muchos matices latinos. Como de alguna manera lo dice el nombre del tema, la canción habla de tener la voluntad y la valentía para asumir que una relación amorosa ha terminado y que se debe seguir adelante, en el que pudieran haber otros futuros amores. El tema tiene la particularidad de incorporar una pista con una interpretación de una gaita escocesa (interpretada por Benjamín Brea) y un instrumento de percusión llamado darbuka (interpretada por José Quiñones), que se da al comienzo de la pista para luego unos pocos segundos dar inicio al tema como tal. Adicionalmente se cuenta con la participación de la cantante venezolana María Rivas, contribuyendo en la interpretación vocal del tema junto a Robert.
Para este tema que sigue, David hace gala de sus aptitudes como letrista, componiendo la canción "Mi Belleza". Este tema representa una letra personal de David, el cual es una dedicatoria a la que era entonces su pareja en los comienzos de la banda. Originalmente este tema era una balada un poco más rápida y con toques latinos. Previo a la grabación del tema y ante la necesidad de tener una balada más acústica para algunas de sus presentaciones, le hicieron una adaptación más lenta. El resultado le gustó tanto a la banda que decidieron grabar esta adaptación acústica en lugar de la interpretación original. En el tema participa en el violoncelo, el maestro Alejandro Sardá.
Viene otro tema de rock latino, también considerado sello de la banda. Se trata en este caso de la canción "Flor De Mi Jardín". La letra es una dedicatoria a las mujeres, que bien pudiera decirse que se conforman de una serie de piropos, para destacar lo especiales y particulares que pueden ser. En el tema se puede apreciar la interpretación de una flauta traversa, a cargo de José Antonio Vásquez (El Morocho), dando de alguna manera cierto aire campestre a la canción.
"Otra Vez" es un tema que incorpora el rock, el grunge y el merengue en una misma canción, ofreciendo una alternativa auditiva y una variedad de matices, plasmados en la fusión de estos géneros. La canción trata de una relación amorosa que no terminó bien, que luego se retoma más adelante, pero logrando un amor mucho más puro y verdadero. Al comienzo del tema, los distintos géneros que compone la canción van por separado en distintos puntos del tema, pero luego se consolidan en uno solo al final de la canción, logrando así la fusión de géneros.
El último tema del álbum, "Reggae Muffin' Lady", es otro de los temas más importantes de la banda. Se particulariza por incorporar el reggae, el hip-hop, el grunge y el ska en una misma canción de una forma bastante armoniosa, alegre y movida. La letra está escrita en spanglish por Robert y Leonardo, ambientándose en un clima fiestero. Este tema es único debido al hecho de que cada uno de los integrantes logra explotar la sonoridad en cada uno de sus instrumentos, otorgando un matiz musical único en su estilo. Actualmente representa el tema de cierre obligado en todas las presentaciones de la banda, en el cual la utilizan además para presentar a cada uno de los integrantes, donde cada uno hace gala del instrumento que interpreta con improvisaciones cortas.

## Personal
| - Ricardo Castillo - Batería - Robert "El Santo" Castro - Voz principal, Armónica - Leonardo "El Negro" Moreno - Guitarra rítmica, Voz secundaria, Coros - David "Duende" Rojas - Guitarra principal, Coros - Christian Estepa - Bajo - Gustavo Alejandro "Gusy" Villarroel - Percusión | - Dariusz Waszkiewicz – producción - Jorge Herrera - ingeniería de sonido, mezclas, masterización - Miguel Cerdá – Plató - Zdzislaw Waszkiewicz – Viola - Benjamín Brea - Gaita escocesa - José Quiñones - Darbuka - Alejandro Sardá - Violonchelo - José Antonio "El Morocho" Vásquez - Flauta traversa - Malegua – producción |

- Datos: Q5700740